# Woodstock (Illinois)
Woodstock – miasto w Stanach Zjednoczonych, w stanie Illinois, siedziba administracyjna hrabstwa McHenry.